# Wimbledon Championships 2003
Die 117. Wimbledon Championships fanden vom 23. Juni bis zum 6. Juli in London statt. Ausrichter war der All England Lawn Tennis and Croquet Club.
Es nahmen in der Hauptrunde jeweils 128 Herren und Damen an den Einzelwettbewerben, jeweils 64 Paare an den Doppelbewerben bzw. am Mixed-Bewerb teil.

## Herreneinzel

### Setzliste
| Nr. | Spieler             | Erreichte Runde |
| --- | ------------------- | --------------- |
| 01. | Lleyton Hewitt      | 1. Runde        |
| 02. | Andre Agassi        | Achtelfinale    |
| 03. | Juan Carlos Ferrero | Achtelfinale    |
| 04. | Roger Federer       | Sieg            |
| 05. | Andy Roddick        | Halbfinale      |
| 06. | David Nalbandian    | Achtelfinale    |
| 07. | Guillermo Coria     | 1. Runde        |
| 08. | Sjeng Schalken      | Viertelfinale   |
| 09. | Rainer Schüttler    | Achtelfinale    |
| 10. | Tim Henman          | Viertelfinale   |
| 11. | Jiří Novák          | 3. Runde        |
| 12. | Paradorn Srichaphan | Achtelfinale    |
| 13. | Sébastien Grosjean  | Halbfinale      |
| 14. | Xavier Malisse      | 1. Runde        |
| 15. | Arnaud Clément      | 2. Runde        |
| 16. | Michail Juschny     | 2. Runde        |
| 17. | Gustavo Kuerten     | 2. Runde        |
| 18. | Marat Safin         | Rückzug         |

| Nr. | Spieler            | Erreichte Runde |
| --- | ------------------ | --------------- |
| 19. | Fernando González  | 1. Runde        |
| 20. | Jewgeni Kafelnikow | 1. Runde        |
| 21. | Martin Verkerk     | 1. Runde        |
| 22. | Félix Mantilla     | 1. Runde        |
| 23. | Agustín Calleri    | 2. Runde        |
| 24. | Albert Costa       | Rückzug         |
| 25. | Tommy Robredo      | 3. Runde        |
| 26. | James Blake        | 2. Runde        |
| 27. | Younes El Aynaoui  | 3. Runde        |
| 28. | Wayne Ferreira     | 1. Runde        |
| 29. | Gastón Gaudio      | 1. Runde        |
| 30. | Jarkko Nieminen    | 3. Runde        |
| 31. | Vincent Spadea     | 1. Runde        |
| 32. | Juan Ignacio Chela | 2. Runde        |
| 33. | Nikolai Dawydenko  | 1. Runde        |
| 34. | Àlex Corretja      | Rückzug         |
| 35. | Radek Štěpánek     | 3. Runde        |

## Dameneinzel

### Setzliste
| Nr. | Spielerin              | Erreichte Runde |
| --- | ---------------------- | --------------- |
| 01. | Serena Williams        | Sieg            |
| 02. | Kim Clijsters          | Halbfinale      |
| 03. | Justine Henin-Hardenne | Halbfinale      |
| 04. | Venus Williams         | Finale          |
| 05. | Lindsay Davenport      | Viertelfinale   |
| 06. | Amélie Mauresmo        | Rückzug         |
| 07. | Chanda Rubin           | 3. Runde        |
| 08. | Jennifer Capriati      | Viertelfinale   |
| 09. | Daniela Hantuchová     | 2. Runde        |
| 10. | Anastassija Myskina    | Achtelfinale    |
| 11. | Jelena Dokić           | 3. Runde        |
| 12. | Magdalena Maleewa      | 2. Runde        |
| 13. | Ai Sugiyama            | Achtelfinale    |
| 14. | Eleni Daniilidou       | 2. Runde        |
| 15. | Jelena Dementjewa      | Achtelfinale    |
| 16. | Wera Swonarjowa        | Achtelfinale    |
| 17. | Amanda Coetzer         | 2. Runde        |

| Nr. | Spielerin           | Erreichte Runde |
| --- | ------------------- | --------------- |
| 18. | Conchita Martínez   | 3. Runde        |
| 19. | Meghann Shaughnessy | 1. Runde        |
| 20. | Patty Schnyder      | 1. Runde        |
| 21. | Jelena Bowina       | 2. Runde        |
| 22. | Nathalie Dechy      | 3. Runde        |
| 23. | Lisa Raymond        | 3. Runde        |
| 24. | Magüi Serna         | 2. Runde        |
| 25. | Anna Smaschnowa     | 1. Runde        |
| 26. | Alexandra Stevenson | 1. Runde        |
| 27. | Silvia Farina Elia  | Viertelfinale   |
| 28. | Laura Granville     | 3. Runde        |
| 29. | Nadja Petrowa       | 3. Runde        |
| 30. | Denisa Chládková    | 2. Runde        |
| 31. | Jelena Lichowzewa   | 2. Runde        |
| 32. | Tamarine Tanasugarn | 1. Runde        |
| 33. | Swetlana Kusnezowa  | Viertelfinale   |

## Herrendoppel

### Setzliste
| Nr. | Paarung                        | Erreichte Runde |
| --- | ------------------------------ | --------------- |
| 01. | Mahesh Bhupathi Maks Mirny     | Finale          |
| 02. | Mark Knowles Daniel Nestor     | Viertelfinale   |
| 03. | Bob Bryan Mike Bryan           | Viertelfinale   |
| 04. | Jonas Björkman Todd Woodbridge | Sieg            |
| 05. | Leander Paes David Rikl        | Halbfinale      |
| 06. | Michaël Llodra Fabrice Santoro | Achtelfinale    |
| 07. | Wayne Arthurs Paul Hanley      | Viertelfinale   |
| 08. | Martin Damm Cyril Suk          | Viertelfinale   |

| Nr. | Paarung                          | Erreichte Runde |
| --- | -------------------------------- | --------------- |
| 09. | Joshua Eagle Jared Palmer        | Achtelfinale    |
| 10. | Wayne Black Kevin Ullyett        | Achtelfinale    |
| 11. | Chris Haggard Robbie Koenig      | 1. Runde        |
| 12. | František Čermák Leoš Friedl     | 2. Runde        |
| 13. | Gastón Etlis Martín Rodríguez    | Achtelfinale    |
| 14. | Paul Haarhuis Jewgeni Kafelnikow | Achtelfinale    |
| 15. | Donald Johnson Nenad Zimonjić    | Achtelfinale    |
| 16. | Tomáš Cibulec Pavel Vízner       | 1. Runde        |

## Damendoppel

### Setzliste
| Nr. | Paarung                                | Erreichte Runde |
| --- | -------------------------------------- | --------------- |
| 01. | Virginia Ruano Pascual Paola Suárez    | Finale          |
| 02. | Kim Clijsters Ai Sugiyama              | Sieg            |
| 03. | Serena Williams Venus Williams         | Achtelfinale    |
| 04. | Lindsay Davenport Lisa Raymond         | Halbfinale      |
| 05. | Cara Black Jelena Lichowzewa           | Achtelfinale    |
| 06. | Jelena Dokić Nadja Petrowa             | 2. Runde        |
| 07. | Janette Husárová Conchita Martínez     | Viertelfinale   |
| 08. | Swetlana Kusnezowa Martina Navratilova | Viertelfinale   |

| Nr. | Paarung                                  | Erreichte Runde |
| --- | ---------------------------------------- | --------------- |
| 09. | Daniela Hantuchová Chanda Rubin          | 2. Runde        |
| 10. | Liezel Huber Magdalena Maleewa           | Achtelfinale    |
| 11. | Emmanuelle Gagliardi Meghann Shaughnessy | 2. Runde        |
| 12. | Petra Mandula Patricia Wartusch          | Viertelfinale   |
| 13. | Nathalie Dechy Émilie Loit               | Achtelfinale    |
| 14. | Tina Križan Katarina Srebotnik           | 2. Runde        |
| 15. | Jelena Dementjewa Lina Krasnoruzkaja     | Halbfinale      |
| 16. | Janet Lee Wynne Prakusya                 | 2. Runde        |

## Mixed

### Setzliste
| Nr. | Paarung                            | Erreichte Runde |
| --- | ---------------------------------- | --------------- |
| 01. | Mahesh Bhupathi Paola Suárez       | Achtelfinale    |
| 02. | Mike Bryan Lisa Raymond            | Viertelfinale   |
| 03. | Bob Bryan Jelena Lichowzewa        | 2. Runde        |
| 04. | Todd Woodbridge Swetlana Kusnezowa | Viertelfinale   |
| 05. | Leander Paes Martina Navratilova   | Sieg            |
| 06. | Wayne Black Cara Black             | Achtelfinale    |
| 07. | Kevin Ullyett Daniela Hantuchová   | Achtelfinale    |
| 08. | Donald Johnson Rennae Stubbs       | 1. Runde        |

| Nr. | Paarung                            | Erreichte Runde |
| --- | ---------------------------------- | --------------- |
| 09. | Chris Haggard Emmanuelle Gagliardi | 1. Runde        |
| 10. | Leoš Friedl Liezel Huber           | Halbfinale      |
| 11. | Cyril Suk Maja Matevžič            | 2. Runde        |
| 12. | Joshua Eagle Barbara Schett        | 2. Runde        |
| 13. | Petr Pála Janette Husárová         | 2. Runde        |
| 14. | Graydon Oliver Petra Mandula       | 1. Runde        |
| 15. | Pavel Vízner Nicole Pratt          | Achtelfinale    |
| 16. | Mariano Hood Tina Križan           | 2. Runde        |